# 米施
米施是德国莱茵兰-普法尔茨州的一个市镇。总面积3.81平方公里，总人口202人，其中男性100人，女性102人（2011年12月31日），人口密度53人/平方公里。